# Szürke légykapó
A szürke légykapó (Muscicapa striata) a madarak osztályának verébalakúak (Passeriformes) rendjéhez és a  légykapófélék (Muscicapidae) családjához tartozó faj.

## Rendszerezése
A fajt Peter Simon Pallas német zoológus írta le 1764-ben, a Motacilla nembe Motacilla striata néven.

## Alfajai
- Muscicapa striata  striata - (Pallas, 1764)
- Muscicapa striata balearica - (Jordans, 1913) vagy Muscicapa tyrrhenica
- Muscicapa striata tyrrhenica - (Schiebel, 1910) vagy Muscicapa tyrrhenica
- Muscicapa striata inexpectata - (Dementiev, 1932)
- Muscicapa striata neumanni - (Poche, 1904)
- Muscicapa striata sarudnyi - (Snigirewski, 1928)
- Muscicapa striata mongola - (Portenko, 1955)

## Előfordulása
Európában és Ázsia nyugati részén honos. Hosszútávú vonuló, telelni Afrikába és Ázsia déli részére vonul.
Természetes élőhelyei a mérsékelt övi erdők és cserjések, trópusi és szubtrópusi lombhullató erdők, cserjések és szavannák, valamint szántóföldek, vidéki kertek és városi régiók.

### Kárpát-medencei előfordulása
Áprilistól októberig tartózkodik Magyarországon, rendszeres fészkelő. Leginkább a tűlevelű erdők (nyílt fenyvesek), illetve vegyes erdők madara.

## Megjelenése
Testhossza 14–15 centiméter, szárnyfesztávolsága 23–26 centiméter, testtömege pedig 14–20 gramm. A nemek hasonlóak.

## Életmódja
A levegőben repülő rovarokra, kétszárnyúakra, szúnyogokra, darazsakra, apró bogarakra vadászik.

## Szaporodása
Üregekbe, korhadt fák odvaiba készíti fészkét, melyet fűszálakkal, mohával és pókhálóval bélel ki. Fészekalja 3-5 tojásból áll, melyen 11-13 napig kotlik. A fiókákat még 12-14 napig táplálja, mire kirepülnek.
|  |  |  |

## Természetvédelmi helyzete
Az elterjedési területe rendkívül nagy, egyedszáma még nagy, viszont csökken, de még nem éri el a kritikus szintet. A Természetvédelmi Világszövetség Vörös listáján nem fenyegetett fajként szerepel. Magyarországon védett, természetvédelmi értéke 50 000 forint.